# Виманмек
Дворец Виманмек (тайск. วิมานเมฆ) — бывший королевский дворец в Бангкоке, Таиланд. Дворец был построен из тикового дерева. Название Виманмек на тайском языке означает «Дом Небожителей» или «Замок в Облаках». Расположен на территории дворца Дусит, неподалёку от Зоопарка Дусит в районе Дусит.

## Описание

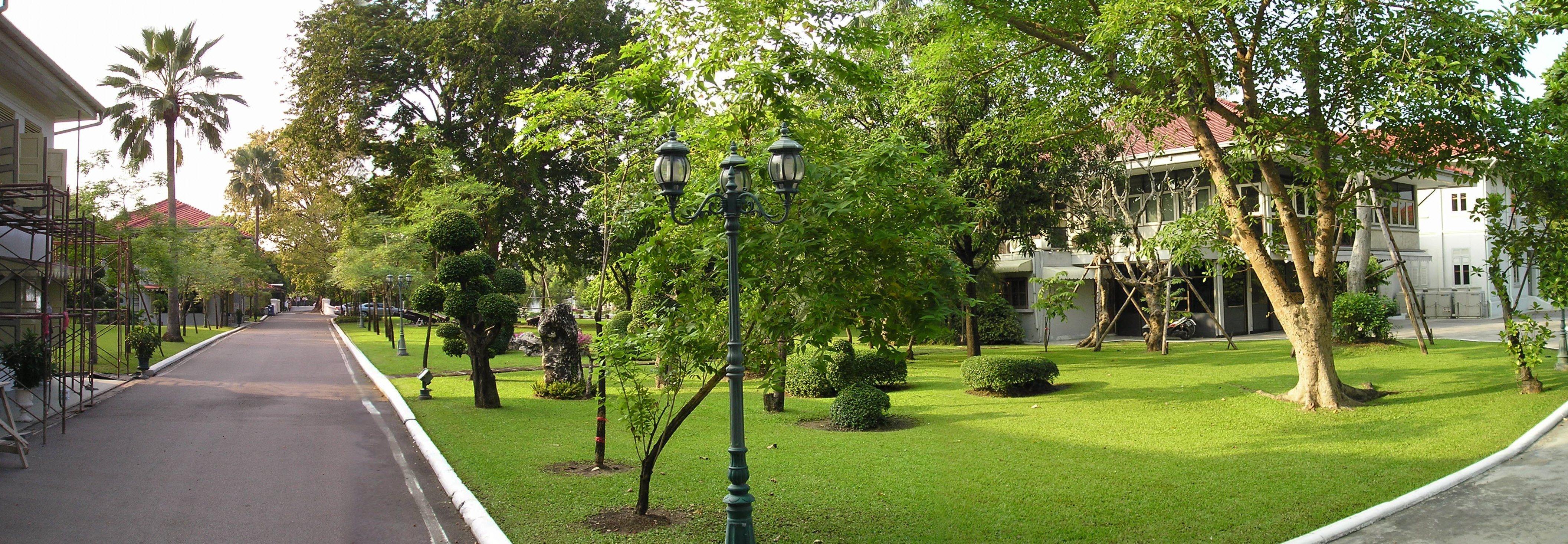
Панорамный вид

Дворец Виманмек был самым большим в мире зданием построенным из тикового дерева. В его архитектурном стиле отразилось западное влияние. Он был построен в неоклассическом европейском стиле викторианской эпохи с тайскими мотивами. На крыше здания возвышались остроконечные шпили. Здание состояло из двух прямоугольных крыльев — каждое длиной 60 метров и высотой 20 метров. Дворец имел три этажа, за исключением той части, где проживал король, которая была четырёхэтажной и имела восьмиугольную форму. Первый этаж был построен с применением кирпича и цемента, а верхние этажи — из тикового дерева. Во дворце располагалась 81 комната, а также открытые террасы и веранды. Вокруг дворца был разбит сад с небольшими каналами, мостиками, беседками и другими резиденциями, построенными для жён и принцесс.

## История

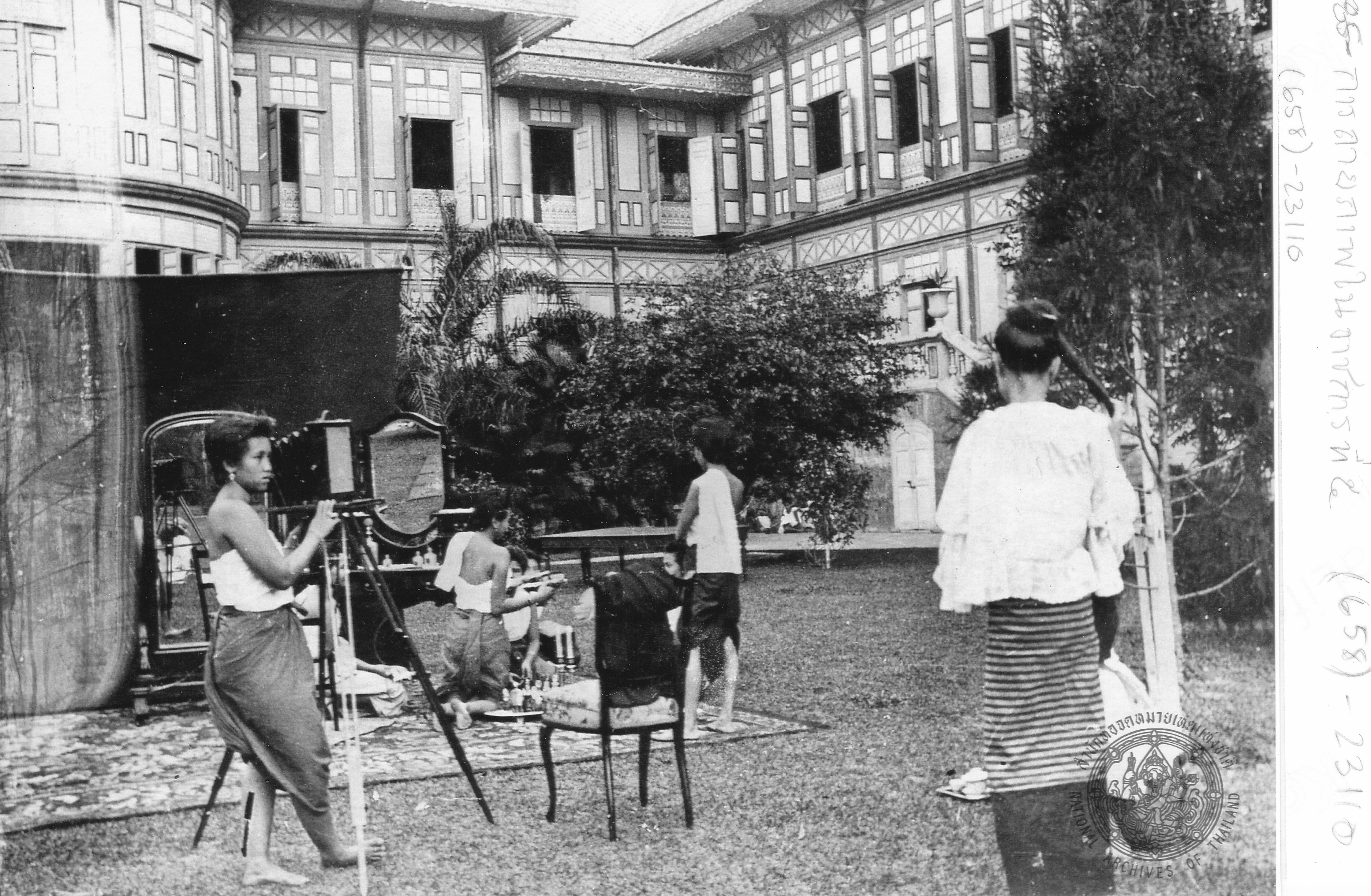
Принцесса Дара Расами (спиной) и слуги во дворце Виманмек. 1905 год.

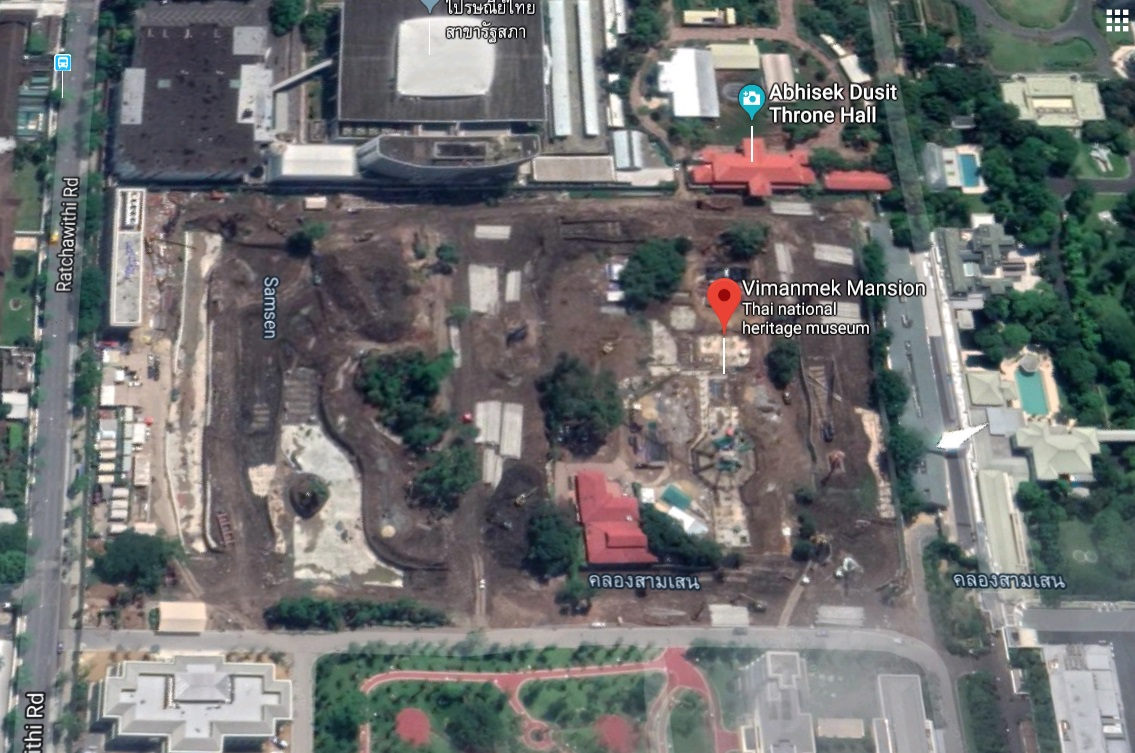
Аэрофотоснимок в районе тронного зала Виманмек 2019 года, на котором видно, что дворец был разобран.

### Строительство
В 1887 году король Таиланда Рама V нанёс визит в Европу и посетил там множество различных королевских дворцов. По возвращении в Таиланд на свои личные деньги король приобрёл ряд садов и рисовых полей между каналами Падунг Крунгкасем и Самсен для строительства королевского сада и назвал его Сад Дусит.
В 1892 году было начато строительство летнего дворца Manthat Rattanarot Throne Hall на острове Сичанг, где, по рекомендации медиков, собирался проводить время король. Однако строительство было прервано Франко-сиамской войной в 1893 году и временной оккупацией Чонбури. Было принято решение перенести частично построенный дворец и доделать его в первой постоянной резиденции в саду Дусит под именем «Дворец Виманмек». Он был построен в 1900 году по указу короля Рамы V под наблюдением и руководством Его Королевского Высочества принца Нариссаран Увативонг (Narissaranuwaddhiwongse). При строительстве не было использовано ни единого гвоздя и элементы конструкции скреплялись между собой деревянными шпонками.

### Резиденция
Празднование по поводу завершения строительства и открытия 72 комнат состоялось 27 марта 1901 года, после чего король Рама V перенёс сюда свою резиденцию и проживал во дворце на протяжении 5 лет, пока не закончилось строительство новой резиденции Ампон Сатан в 1906 году.
В 1925 году король Рама VI ближе к концу своего правления дал разрешение на проживание во Дворце Виманмек Её Высочеству королеве Индрасакдисачи. После смерти короля она переехала в другую резиденцию Суанхонг, которая находилась немного севернее Дворца Виманмек. С тех пор Дворец Виманмек больше не использовался в качестве королевской резиденции и начиная с 1932 года на протяжении 50 лет использовался как хранилище королевского имущества.

### Музей

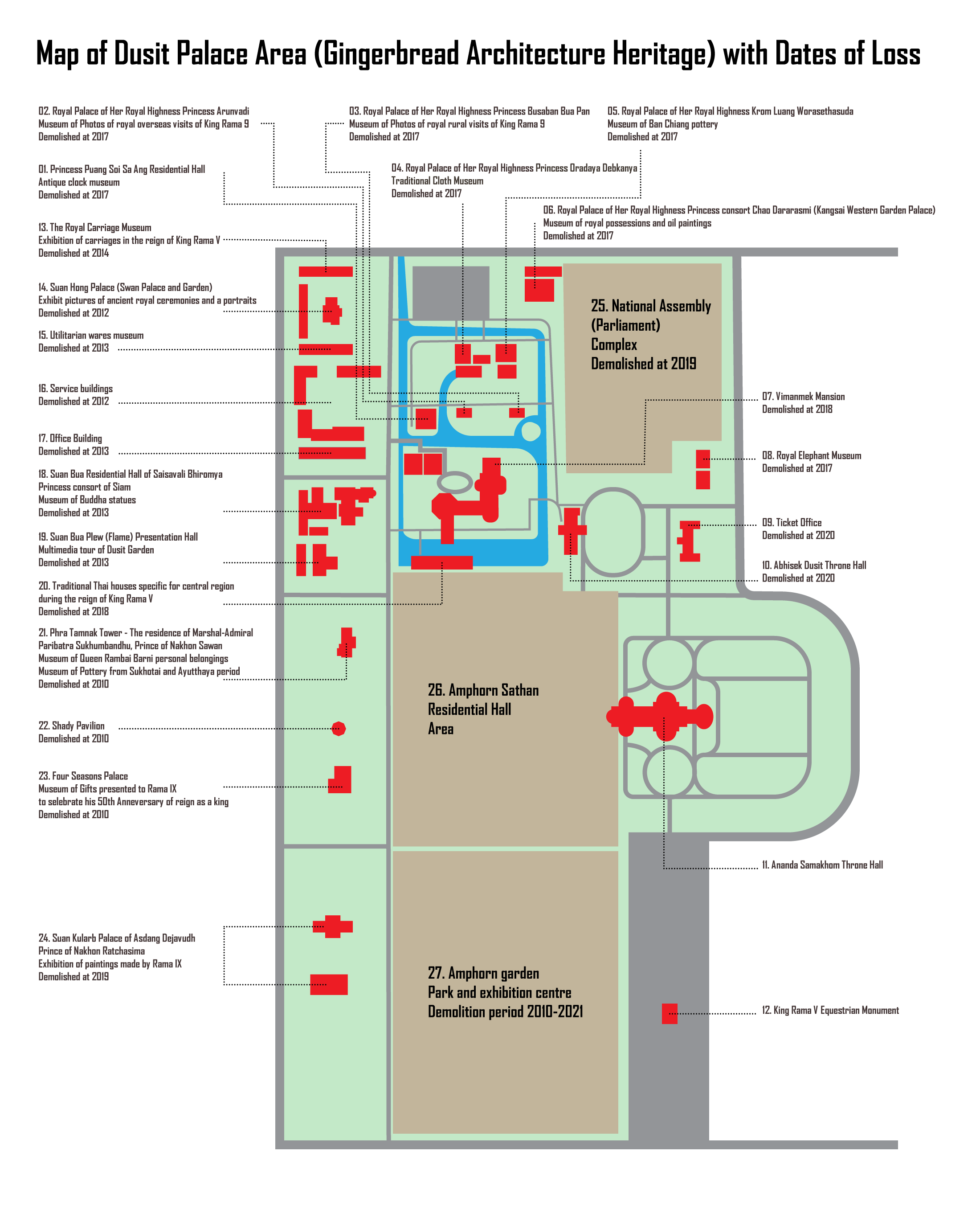
Карта комплекса Дусит с годами сноса музеев

В 1982 году по случаю празднования двухсотлетия столицы Бангкока Её Величество королева Сирикит попросила разрешения у Его Величества короля Рамы IX на ремонт дворца, чтобы сделать из него музей в честь короля Рамы V. В 1985 году ремонт был закончен, и Дворец Виманмек в качестве музея был открыт для посещения.
В 31 (30) выставочном зале музея были представлены изделия из фарфора, мебель, бетелевые наборы, первая пишущая машинка с тайским алфавитом, охотничьи трофеи, различные картины и королевские фотографии эпохи Раттанакосин.
Также имеется комната с первым душем и первой электрической лампочкой в Таиланде.
В музее были вывешены оригинальные фотографии короля Таиланда Рамы V и российского императора Николая II из Царского Села и имеется комната, где вывешены фотографии и картины других российских персоналий, с кем имели отношения члены королевской семьи во времена правления короля Рамы V.
На третьем этаже собраны различные вещи, принадлежавшие королю и его семье — ювелирные изделия, книги, столовые приборы, оружие, телескопы и другие предметы, дающие представления о монаршей особе.
Также в музее собраны различные подарки от монархов и послов со всего мира королю Раме V.
Музей работал с 09:30 до 16:00 ежедневно, включая выходные и праздничные дни. Входной билет стоил 100 батов. Также можно было пройти по билетам из Королевского Дворца. Действовал дресс-код и запрет на фотовидеосъёмку.
21 июля 2016 года музей был закрыт на реконструкцию.

### Закрытие
В 2016 году комплекс зданий дворца Дусит был закрыт на реставрацию, однако территория комплекса подверглась перепланировке. Многие здания были перестроены. По экспертному заключению фундамент дворца Виманмек находился в полуразрушенном состоянии, что угрожало обрушением всего здания. Изначально планировалось провести реставрационные работы, временно закрепив деревянные конструкции металлической рамой, залить новый фундамент, модернизировать системы вентиляции и энергоснабжения здания. Соответствующие контракты были опубликованы государственными органами Таиланда. Однако в 2018 году здание дворца было полностью разобрано. В магазинах, специализирующихся на предметах искусства и декора появились в продаже части декоративного оформления дворца из тикового дерева.
По состоянию на 2020 год, территория, где располагался дворец Виманмек, закрыта для посещения.

## Галерея

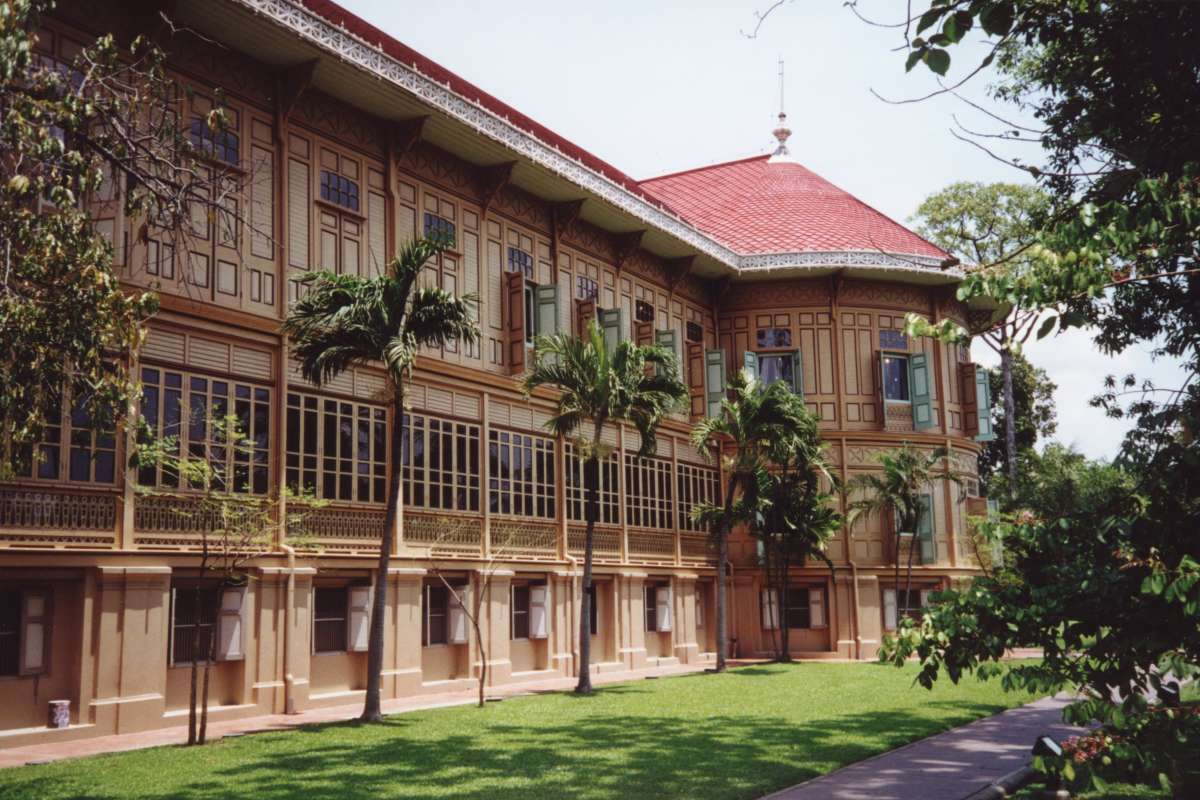
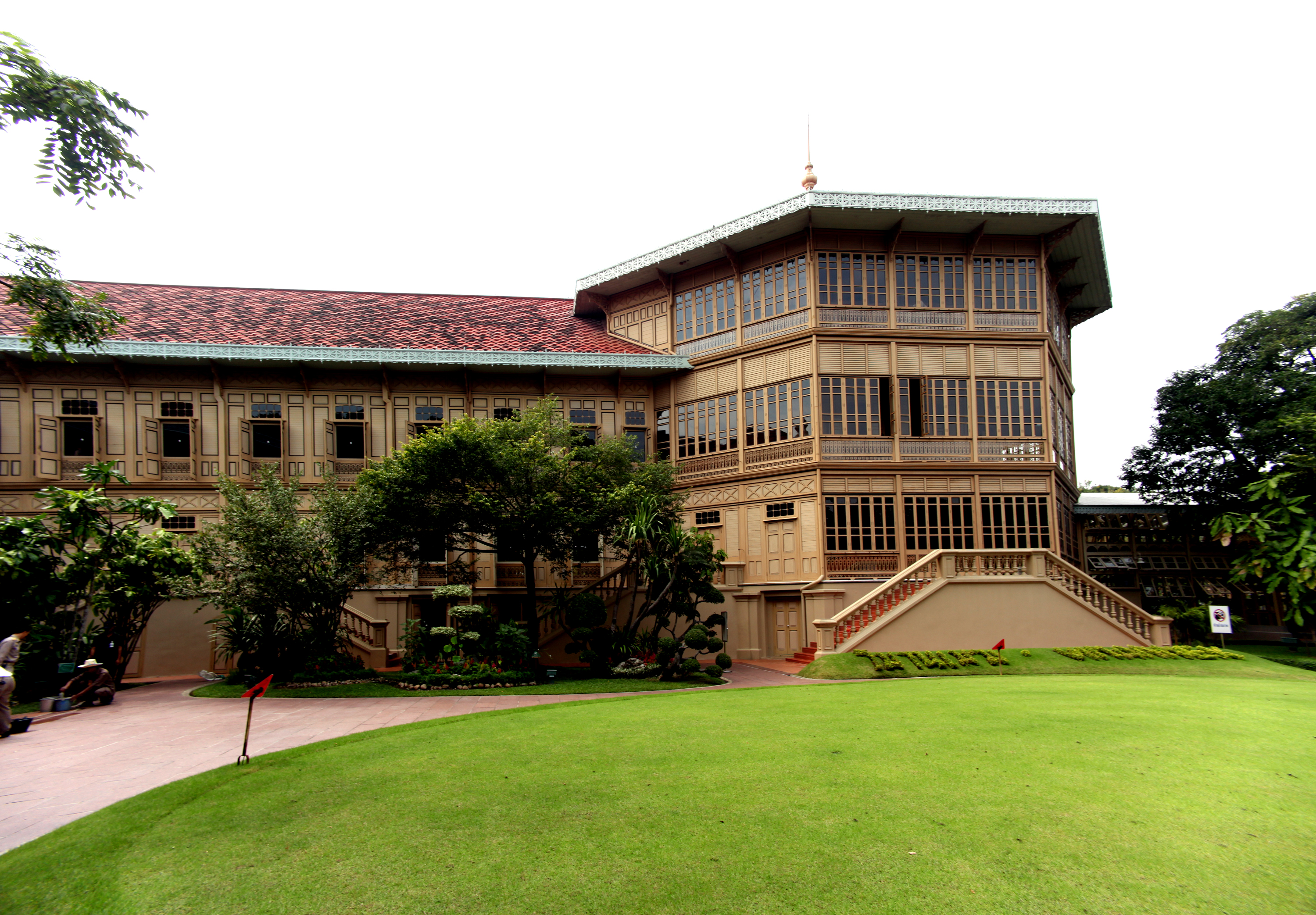
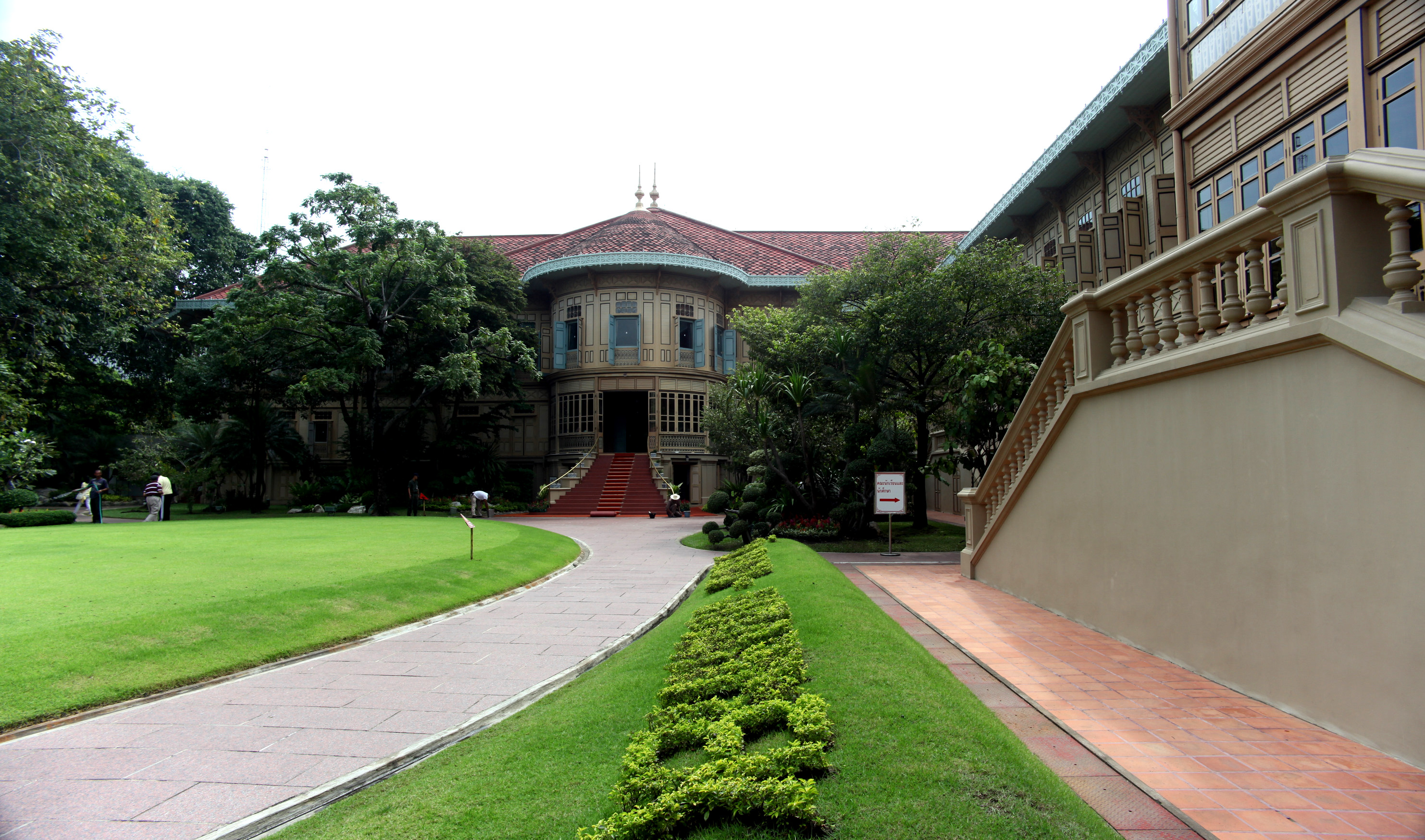